# Mohammed Aoulad
Mohammed Aoulad (Bruxelles, 29 agosto 1991) è un ex calciatore belga, di ruolo attaccante.

## Carriera

### Club
Vanta oltre 40 presenze nella massima serie belga.